# Mentoro (Pacitan)
Mentoro is een bestuurslaag in het regentschap Pacitan van de provincie Oost-Java, Indonesië. Mentoro telt 2571 inwoners (volkstelling 2010).